# Rafael Montero
Rafael Montero (12 de julho de 1913, data de morte desconhecida) foi um ciclista chileno. Defendeu as cores do Chile nas provas de estrada individual e corrida por pontos durante os Jogos Olímpicos de Berlim 1936.